# 凯村
凯村（法語：Caix，法語發音：[kɛ]）是法国上法蘭西大區索姆省的一个市镇，属于蒙迪迪耶区。

## 地理
凯村（49°49'0"N, 2°38'45"E）面积11.95 平方千米，位于法国上法蘭西大區索姆省，该省份为法国北部沿海省份，北起加来海峡省和北部省，西接滨海塞纳省和大西洋英吉利海峡，南至瓦兹省，东临埃纳省。
与凯村接壤的市镇（或旧市镇、城区）包括：桑泰尔地区博福尔、桑泰尔地区卡约、吉约库尔、阿尔博尼耶尔、勒凯内勒、桑泰尔地区罗西耶尔、弗雷利。
凯村的时区为UTC+01:00、UTC+02:00（夏令时）。

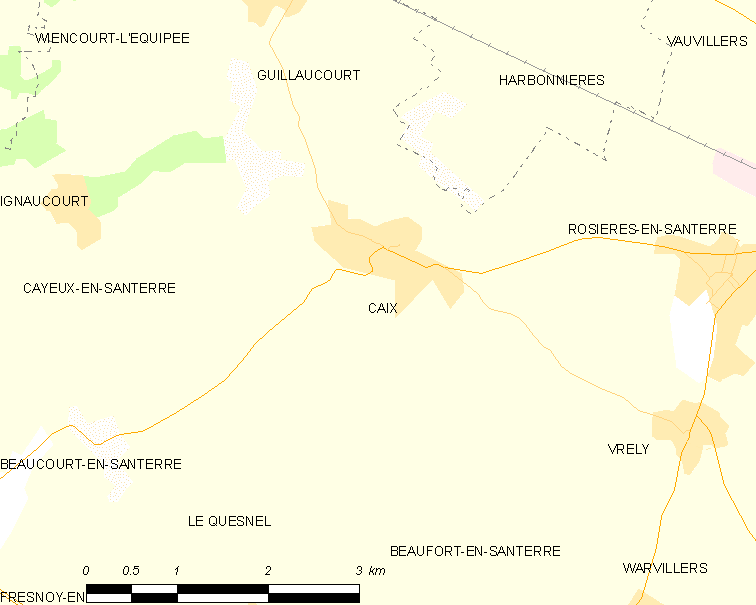
凯村的OSM定位图

## 行政
凯村的邮政编码为80170，INSEE市镇编码为80162。

## 政治
凯村所属的省级选区为莫勒伊县。

## 人口

1962-2008年间凯村人口变化图示

凯村于2022年1月1日时的人口数量为699人。